# Station Les Aubrais
Station Les Aubrais (voorheen Les Aubrais-Orléans) is een spoorwegstation in de Franse gemeente Fleury-les-Aubrais en bedient de agglomeratie Orléans. De tram van Orléans rijdt langs het station. Alle doorgaande treinen die de stad Orléans bedienen stoppen in dit station en niet in het meer centraal gelegen kopstation Orléans.